# (31552) 1999 EJ
1999 EJ (asteroide 31552) é um asteroide da cintura principal. Possui uma excentricidade de 0.12132120 e uma inclinação de 2.81150º.
Este asteroide foi descoberto no dia 7 de março de 1999 por John Broughton em Reedy Creek.